# Mistrzostwa Świata w Kolarstwie Przełajowym 2014
65. Mistrzostwa Świata w Kolarstwie Przełajowym 2014 odbyły się w holenderskim Hoogerheide, w dniach 1 - 2 lutego 2014 roku.

## Medaliści
| Konkurencja:             | Złoto:        | Czas      | Srebro:                | Czas     | Brąz:                | Czas     |
| Klasyfikacja mężczyzn    |               |           |                        |          |                      |          |
| Elite (2 lutego 2014)    | Zdeněk Štybar | 1:05:30 h | Sven Nys               | + 0:12 m | Kevin Pauwels        | + 0:40 m |
| U-23 (2 lutego 2014)     | Wout Van Aert | 49:35 h   | Michael Vanthourenhout | + 0:50 m | Mathieu van der Poel | + 1:17 m |
| Juniorzy (2 lutego 2014) | Thijs Aerts   | 45:55 h   | Yannick Peeters        | + 0:10 m | Jelle Schuermans     | + 0:12 m |
| Klasyfikacja kobiet      |               |           |                        |          |                      |          |
| Elite (1 lutego 2014)    | Marianne Vos  | 39:26 h   | Eva Lechner            | + 1:07 m | Helen Wyman          | + 1:17 m |

## Szczegóły

### Zawodowcy
| Medal | Zawodnik          | Narodowość | Czas      |
| ----- | ----------------- | ---------- | --------- |
|       | Zdeněk Štybar     | Czechy     | 1:05:29 h |
|       | Sven Nys          | Belgia     | + 0:12    |
|       | Kevin Pauwels     | Belgia     | + 0:40    |
| 4     | Klaas Vantornout  | Belgia     | + 0:59    |
| 5     | Tom Meeusen       | Belgia     | + 1:07    |
| 6     | Lars van der Haar | Holandia   | + 1:22    |
| 7     | Rob Peeters       | Belgia     | + 1:43    |
| 8     | Francis Mourey    | Francja    | + 1:53    |
| 9     | Radomír Šimůnek   | Czechy     | + 2:04    |
| 10    | Wietse Bosmans    | Belgia     | + 2:11    |

### U-23
| Medal | Zawodnik               | Narodowość | Czas    |
| ----- | ---------------------- | ---------- | ------- |
|       | Wout Van Aert          | Belgia     | 49:35 h |
|       | Michael Vanthourenhout | Belgia     | + 0:50  |
|       | Mathieu van der Poel   | Holandia   | + 1:17  |
| 4     | Laurens Sweeck         | Belgia     | + 1:59  |
| 5     | Toon Aerts             | Belgia     | + 1:20  |
| 6     | David van der Poel     | Holandia   | + 1:26  |
| 7     | David Menut            | Francja    | + 2:09  |
| 8     | Tomáš Paprstka         | Czechy     | + 2:37  |
| 9     | Gert-Jan Bosman        | Holandia   | + 2:38  |
| 10    | Gianni Vermeersch      | Belgia     | + 2:45  |

### Juniorzy
| Medal | Zawodnik          | Narodowość | Czas    |
| ----- | ----------------- | ---------- | ------- |
|       | Thijs Aerts       | Belgia     | 45:55 h |
|       | Yannick Peeters   | Belgia     | + 0:10  |
|       | Jelle Schuermans  | Belgia     | + 0:12  |
| 4     | Joris Nieuwenhuis | Holandia   | + 0:12  |
| 5     | Kobe Goossens     | Belgia     | + 0:20  |
| 6     | Johan Jacobs      | Szwajcaria | + 0:35  |
| 7     | Eli Iserbyt       | Belgia     | + 0:43  |
| 8     | Yan Gras          | Francja    | + 0:58  |
| 9     | Sieben Wouters    | Holandia   | + 1:10  |
| 10    | Hugo Pigeon       | Francja    | + 1:19  |

### Kobiety
| Medal | Zawodnik              | Narodowość        | Czas    |
| ----- | --------------------- | ----------------- | ------- |
|       | Marianne Vos          | Holandia          | 39:26 h |
|       | Eva Lechner           | Włochy            | + 1:07  |
|       | Helen Wyman           | Wielka Brytania   | + 1:17  |
| 4     | Sanne Cant            | Belgia            | + 1:20  |
| 5     | Nikki Harris          | Wielka Brytania   | + 2:33  |
| 6     | Lucie Chainel-Lefèvre | Francja           | + 2:43  |
| 7     | Loes Sels             | Belgia            | + 2:47  |
| 8     | Thalita de Jong       | Holandia          | + 2:52  |
| 9     | Katie Compton         | Stany Zjednoczone | + 2:58  |
| 10    | Caroline Mani         | Francja           | + 2:58  |

## Tabela medalowa
| Miejsce | Państwo         |   |   |   |   |
| ------- | --------------- | - | - | - | - |
| 1.      | Belgia          | 2 | 3 | 2 | 7 |
| 2.      | Holandia        | 1 | 0 | 1 | 2 |
| 3.      | Czechy          | 1 | 0 | 0 | 1 |
| 4.      | Włochy          | 0 | 1 | 0 | 1 |
| 5       | Wielka Brytania | 0 | 0 | 1 | 1 |